# Narthex
Le narthex (du grec ancien : νάρθηξ, « férule » puis « cassette faite avec les tiges de férule », puis, par analogie, « portique »), appelé parfois avant-nef, vestibule ou antéglise, est un portique interne aménagé à l'entrée de certaines églises paléochrétiennes ou médiévales. Lieu qui fait transition entre l'extérieur et l'intérieur, le profane et le sacré, c'est un espace intermédiaire avant d'accéder à la nef proprement dite. Ce vestibule transversal peut être au-devant du portail, ou entre le portail et la nef (Vézelay), ou faire partie intégrante de la nef.
Par extension, le terme grec moderne νάρθηκας (nárthêkas) désigne l'entrée des églises actuelles comprenant un espace avant l'entrée dans la nef pouvant être formé par un porche fermé voire ouvert.

## Évolution historique

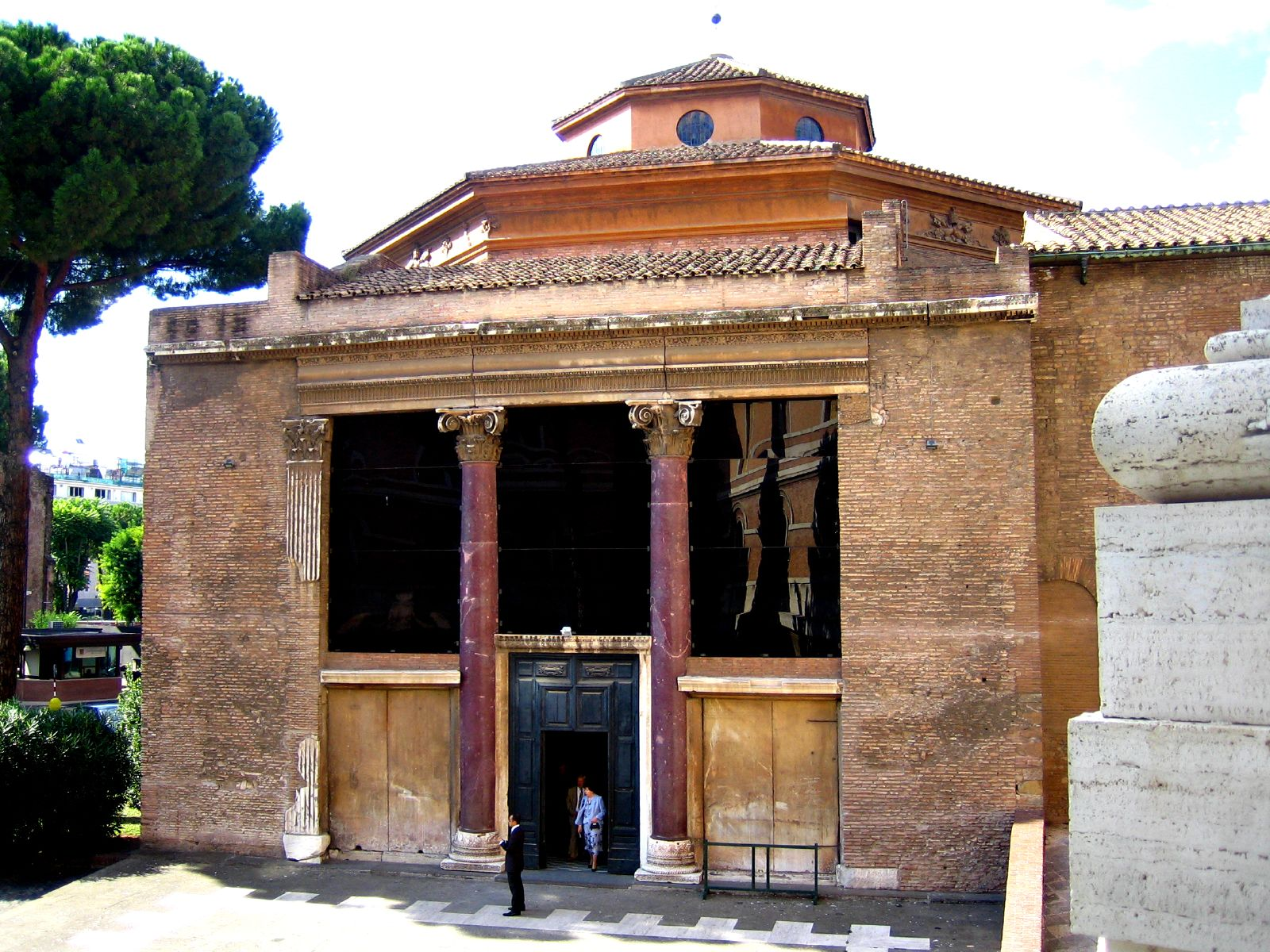
Narthex du baptistère du Latran.

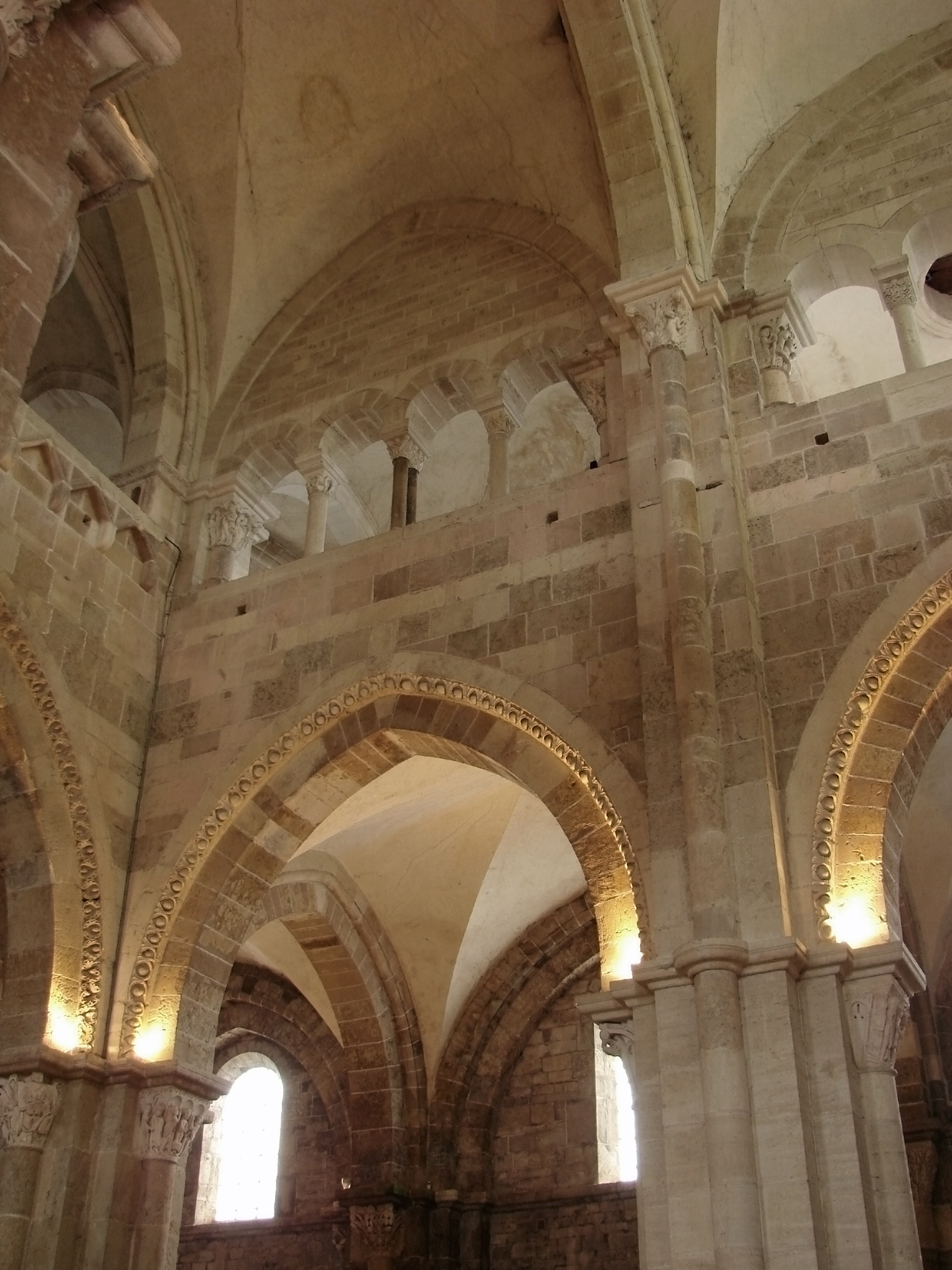
Narthex et tribunes de la basilique Sainte-Marie-Madeleine de Vézelay.

Ce vestibule qui s'étend, le plus souvent, sur toute la largeur de la basilique existe dès l'époque paléochrétienne mais le terme apparaît après l'époque paléochrétienne, dans l'Empire byzantin, et définit un lieu placé à l'entrée d'une église, avant la nef, à l'instar du pronaos grec ou de l'atrium romain. La distinction terminologique entre ces différents dispositifs d'avant nef : ébrasement profond du portail, galilée, Tour-porche, caquetoire, atrium dont le narthex constituerait le fond est rarement faite et constitue le plus souvent des édifications synonymes.

### Fonctions
Le Narthex a plusieurs fonctions qui varient selon la qualité de l'édifice, cathédrale, monastère ou église paroissiale et selon l'époque.

#### Fonction sociale
L'espace devant le portail occidental est caractérisé par le droit d'asile et la protection du cercle de paix. Issu des usages antiques liés au temple, là s'arrête la possibilité des milites d'exercer la justice seigneuriale. Lieu d'accueil pour les pèlerins, il peut être un endroit de rencontre pour la population, l'appellation caquetoire dans le Bourbonnais est évocatrice de cette fonction.

#### Fonction funéraire
Le narthex, lieu de passage entre l'espace laïque et l'édifice religieux, marque symboliquement la transition entre la mort et la vie éternelle. Devant l'interdiction, régulièrement renouvelée mais peu respectée, d'inhumation dans la partie sacrée de l'édifice, l'utilisation de l'avant nef, narthex ou atrium est une alternative tant pour des religieux que pour des civils hommes femmes ou enfants.

#### Fonction liturgique
Des baptêmes peuvent y être pratiqués d'où la présence fréquente des fonts baptismaux avec parfois en vis-à-vis le confessionnal.
Les énergumènes (les possédés), les pénitents interdits d'église doivent rester au niveau de cet espace. Les catéchumènes sont exclus de la nef avant leur baptême au moment de la liturgie eucharistique même si l'historien de l'art François Heber-Suffrin précise que selon des sources antiques, ils assistaient à l'office dans la nef pour la liturgie de la parole avant de se retirer pour la suite de l'office,. Pour les chrétiens orientaux le maintien des catéchumènes dans le narthex reste la règle. Dans l’architecture byzantine, certaines églises ont un narthex en deux parties divisées nettement : le narthex intérieur ou esonarthex  et le narthex extérieur ou exonarthex précédant l'atrium. Saint-Sauveur-in-Chora ou l'église de la Vierge Marie d'Éphèse ont ce type de hall d'entrée.
Les processions, en particulier pascales, utilisent ce lieu comme point de départ.

## Architecture
À l'époque romane, les narthex sont fréquents et peuvent être suffisamment grands (notamment en Bourgogne) pour former une sorte de petite église. Des autels y sont dressés ainsi que dans les tribunes qui les surmontent, parfois, comme à l'abbaye de Fleury dans la tour-porche monumentale, une véritable chapelle haute est installée au-dessus. Dans l'architecture gothique qui cherche à supprimer ce qui peut encombrer l'édifice, ils sont plus réduits en taille, s'ouvrent plus fortement vers l'intérieur de l'église. Leur fonction liturgique s'efface, ils ont tendance à disparaître ou devenir une simple avant-nef.
À l'époque néogothique les architectes de la cathédrale Saint-Étienne de Limoges ont du inventer un narthex pour relier le clocher-porche roman avec la nouvelle nef gothique enfin achevée.
Beaucoup de narthex ont disparu comme au prieuré Saint-Pierre-et-Saint-Paul de Souvigny dont il reste trois colonnes engagées sur un mur sud en avant de la façade actuelle,. Un des plus vastes est celui de Cluny III avec ses cinq travées, construite entre la fin du XIe et le début du XIIe siècle cette abbatiale devient un modèle architectural dans l'Occident. Paradoxalement à l'abbaye de Charlieu, l'abbatiale est démolie en 1800 mais son narthex, sa décoration, sa chapelle supérieure sont conservés et font la réputation de ce joyau roman.

## Exemples de narthex
En France :
- Narthex de la basilique de Vézelay
- Narthex de l'abbaye Saint-Fortunat de Charlieu

En Albanie :
- Église Saint-Nicolas de Moscopole

En Arménie :
La grande majorité des monastères arméniens possèdent un narthex (en arménien : Gavit), bien particulier et mis en valeur.